# جیمز فوربز
جیمز فوربز (انگلیسی: James Forbes; ۲ سپتامبر ۱۸۷۱ – ۲۶ مهٔ ۱۹۳۸) بازیگر تئاتر، فیلم‌نامه‌نویس هالیوود، نمایشنامه‌نویس و روزنامه‌نگار اهل کانادا بود.
از فیلم‌هایی که وی در آن‌ها نقش داشته است، می‌توان به فروشنده دوره‌گرد و به میل خودشان اشاره نمود.